# Pretend
„Pretend” este un cântec al cântautoarei Americne Tinashe. Acesta a fost lansat ca al doilea single de pe albumul ei de debut Aquarius (2014). Cântecul, care a fost produs de către producătorul Detail, include vocale secundare din partea rapperului ASAP Rocky.

## Videoclipul
Videoclipul oficial al cântecului, regizat de către Jodeb, a fost filmat pe data de 19 august 2014 și a fost lansat pe data 29 septembrie 2014 pe canalul ei de VEVO.

## Lista pieselor
- Descărcare digitală

1. „Pretend” (în colaborare cu ASAP Rocky) – 3:52

- Descărcare digitală[6]

1. „Pretend Remix” (în colaborare cu Jeezy) – 4:16

- Descărcare digitală[7]

1. „Pretend” (Dave Audé Remix) – 3:40

## Clasamente
| Clasament (2014)                                             | Poziție maximă |
| ------------------------------------------------------------ | -------------- |
| Cehia (Singles Digitál)                                      | 83             |
| Slovenia (Singles Digitál)                                   | 96             |
| Regatul Unit (OCC)                                           | 36             |
| Statele Unite ale Americii (Billboard)                       | 17             |
| Statele Unite ale Americii (Hot R&B/Hip-Hop Songs Billboard) | 34             |
| Statele Unite ale Americii (Rhythmic Billboard)              | 29             |

## Istoricul lansărilor
| Țară             | Dată           | Format              | Casă de discuri |
| ---------------- | -------------- | ------------------- | --------------- |
| La nivel mondial | 22 august 2014 | Descărcare digitală | RCA Records     |